# Tadeusz Nowacki (polityk)
Tadeusz Franciszek Nowacki (ur. 15 marca 1951 w Ścinawie Małej, zm. 15 listopada 2024) – polski polityk, publicysta, w latach 1985–1991 poseł na Sejm IX i X kadencji.

## Życiorys
Ukończył w 1971 liceum ogólnokształcące w Niemodlinie, następnie studiował w Wyższym Seminarium Duchownym w Nysie. Zajmował się m.in. działalnością publicystyczną, od 1976 kierował oddziałem redakcji tygodnika „Za i Przeciw” w Opolu. W 1974 rozpoczął pracę w Chrześcijańskim Stowarzyszeniu Społecznym, w 1981 wybrany na członka Zarządu Głównego, a w 1985 na członka prezydium ZG.
W latach 1976–1990 wykonywał przez 4 kadencje mandat radnego Wojewódzkiej Rady Narodowej w Opolu, u kresu działania rad narodowych był jej wiceprzewodniczącym (1988–1990). Od 1985 do 1991 sprawował mandat posła na Sejm IX i X kadencji, z okręgu kędzierzyńskiego. Reprezentował ChSS, a następnie Unię Chrześcijańsko-Społeczną. W Sejmie X kadencji był przewodniczącym Klubu Poselskiego UChS. W latach 1990–1998 przewodniczył radzie miejskiej w Korfantowie. Należał do Partii Chrześcijańskich Demokratów i następnie do PPChD. Później stał na czele struktur SKL-RNP w województwie opolskim, od 2004 kierował regionalnym oddziałem Partii Centrum. Następnie zasiadał w komitecie politycznym reaktywowanego Stronnictwa Konserwatywno-Ludowego (rozwiązanego w 2014). Był delegatem strony polskiej do Parlamentu Euroregionu Pradziad z siedzibą w Prudniku.
Działacz organizacji kresowych, w 2014 został wiceprezesem zarządu Patriotycznego Związku Organizacji Kresowych i Kombatanckich. Został również prezesem Stowarzyszenia Inicjatyw Społeczno-Gospodarczych im. Księdza Wilhelma Kudelki w Ścinawie Małej.
Zmarł 15 listopada 2024; został pochowany na cmentarzu w Ścinawie Małej.

## Odznaczenia i wyróżnienia
- Krzyż Kawalerski Orderu Odrodzenia Polski (1989)
- Złoty Krzyż Zasługi (1984)
- Odznaka Honorowa „Zasłużony Opolszczyźnie” (1984)[7]
- Tytuł honorowego obywatela Korfantowa (1999)[8]